# جورج فيلي
جورج فيلي (بالفرنسية: Georges Ville)‏ هو عالم زراعة وصيدلي وكيميائي فرنسي، ولد في 23 مارس 1824 في Pont-Saint-Esprit ‏ في فرنسا، وتوفي في 22 فبراير 1897 في باريس في فرنسا.

## وصلات خارجية
- جورج فيلي على موقع ميوزك برينز (الإنجليزية)